# غروفر ميتشيل
غروفر ميتشيل (بالإنجليزية: Grover Mitchell)‏ هو عازف جاز أمريكي، ولد في 17 مارس 1930 في واتلي في الولايات المتحدة، وتوفي في 8 أغسطس 2003 في مانهاتن في الولايات المتحدة.

## وصلات خارجية
- غروفر ميتشيل على موقع ميوزك برينز (الإنجليزية)
- غروفر ميتشيل على موقع ديسكوغز (الإنجليزية)